# Raketincident van Andøya
Het raketincident van Andøya was een voorval op 25 januari 1995 waarbij een wetenschappelijke viertrapsraketsonde, een Black Brant XII, afgevuurd van de Raketlanceerbasis Andøya (Andøya Rakettskytefelt, thans Andøya Space) door Noorse en Amerikaanse onderzoekers, leidde tot een misverstand met de Russische autoriteiten. De raket droeg apparatuur om het noorderlicht boven Svalbard te onderzoeken. De hoge noordwaartse baan viel binnen een bekende luchtcorridor, die echter ook Moskou binnen bereik had, wat de Russische militaire top verontrustte na waarneming door radarwaarschuwingssystemen. Het gedrag van de raketsonde leek immers op dat van een Tridentraket. De tsjeget (чегет), de Russische "atoomkoffer" werd in paraatheid gebracht en Boris Jeltsin moest beslissen over een nucleaire vergeldingsaanval. Na circa acht minuten nam men waar dat de raket zich uit de richting van het Russische luchtruim bewoog en werd de tsjeget gedeactiveerd.
Het bleek dat de wetenschappers het Russische ministerie van buitenlandse zaken hadden ingelicht, maar het ministerie had alleen zeevaartinstanties erover geïnformeerd, niet de Russische strijdmachten of radaroperatoren.